# 第14航空・防空軍 (ロシア航空宇宙軍)

第14航空・防空軍の管轄域

第14航空・防空軍（だい14こうくう・ぼうくうぐん、ロシア語:14-я армия ВВС и ПВО）は、ロシア航空宇宙軍総司令部隷下の5個の航空軍の内の１つ。管轄域は中央軍管区と同じくし、中央軍管区作戦・戦略司令部(OSK)の指揮下に入り、統合作戦を実施する。その前身は第5航空軍(en)及び第14航空軍(en)である。司令部はエカテリンブルクに所在する。

## 編制
第14航空・防空軍は、2009年12月1日に第5航空軍及び第14航空軍から改編設立された第2航空・防空コマンドを前身とし、2015年8月1日に現在の名称に変更された。2015年8月現在、2個防空師団、4個航空連隊、5個航空基地から成る。航空基地の内の3個航空基地は海外の3か国に各々駐在している。司令部はエカテリンブルクに置かれている。

### 2015年8月現在
第14航空・防空軍司令部（Штаба 14-я армия ВВС и ПВО）:エカテリンブルク
- 第76防空師団（76-я дивизия ПВО）：司令部サマーラ
  - 第511親衛対空ミサイル連隊（511-й гвардейский зенитно-ракетный полк）：エンゲリス、S-300PS
  - 第185対空ミサイル連隊（185-й зенитно-ракетный полк）：エカテリンブルク、S-300PS
  - 第568対空ミサイル連隊（568-й зенитно-ракетный полк）：サマーラ、S-300PS
  - 第340電波技術（レーダー）連隊（340-й радиотехнический полк）：ミールヌイ
- 第41防空師団（41-я дивизия ПВО）：司令部ノヴォシビルスク
  - 第590対空ミサイル連隊（590-й зенитно-ракетный полк）：ノヴォシビルスク、S-300PS
  - 第1534対空ミサイル連隊（1534-й зенитно-ракетный полк）：アンガルスク、S-300PS
  - 第388親衛対空ミサイル連隊（388-й гвардейский зенитно-ракетный полк）：アチンスク、S-300PS
  - 第341電波技術（レーダー）連隊（341-й радиотехнический полк）：オビ
- 第712親衛戦闘機航空連隊（712-й гвардейский  истребительный авиаполк）：カンスク、（クラスノヤルスク地方）。MiG-31B/BM
- 第764戦闘機航空連隊（764-й истребительный авиаполк）：ボリショエ・サヴィノ、ペルミ市南西16km（ペルミ地方）。MiG-31DZ/BS
- 第2親衛爆撃機航空連隊（2-й гвардейский бомбардировочный авиаполк）：シャゴル、チェリャビンスク市北北西12km（チェリャビンスク州）。Su-24M, Su-24MR
- 第390独立混成輸送機連隊（390-й отдельный транспортный смешанный авиационный полк）：コリツォヴォ、エカテリンブルク南東16㎞（スヴェルドロフスク州）。An-12,An-26, Mi-8, Tu-134, Tu-154
  - 第?混成飛行隊（смешанная авиационная эскадрилья）：トルマチェボ、ノヴォシビルスク郊外東17㎞（ノヴォシビルスク州）。An-12，An-26，Tu-134
  - 第?航空捜索救難隊（авиационный поисково-спасательный отряд）：ブラーツク（イルクーツク州）。An-26，Mi-8
  - 第?回転翼機飛行隊（вертолетная эскадрилья）：ダニロヴォ、ヨシュカル・オラ郊外東11㎞（マリ・エル共和国）。Mi-8
- 第48航空基地（48-я авиабаза）（第2級航空基地）：カメンスク・ウラルスキー、（スヴェルドロフスク州）。Mi-8, Mi-24, Mi-26
- 第562航空基地（562-я авиабаза）（第2級航空基地）：トルマチェボ、ノヴォシビルスク郊外東17㎞（ノヴォシビルスク州）。Mi-8, Mi-24
- 第999航空基地（999-я авиабаза）（第2級航空基地）：カント（キルギス共和国チュイ州）。Mi-8, Su-25SM/UB
- 第?航空基地（?-я авиабаза）（第2級航空基地）：ティラスポリ（モルドバ共和国/沿ドニエストル）。Mi-8, Mi-24
- 第6976航空基地（6976-я авиабаза）（第2級航空基地）：アイニ/ギッサール（タジキスタン共和国首都ドゥシャンベ西9.5㎞）。Mi-8

## 配備数
2015年12月時点で、第14航空・防空軍が配備する航空機、防空ミサイル等の推定数は、以下のようになっている。編制の節で挙げたデータと食い違う所も散見されるが、参照した資料の通りに記す。
| 戦闘機 - MiG-31B/BS/BM×50機 戦闘攻撃機 - Su-24M×26機 攻撃機 - Su-25×5機 偵察機 - Su-24MR×9機 輸送機 - An-12/An-24/Tu-134/Tu-154 計36機 攻撃ヘリコプター - Mi-24×24機 輸送ヘリコプター - Mi-26×6機 - Mi-8×40機 防空ミサイル - S-300PS×多数 |

## 司令官
- ビクトル・ボンダレフ少将(en) 2008年6月 - 2011年7月
- ビクトル・セヴォスチアノフ少将 2011年7月 -